# Poilanedora unijuga
Poilanedora unijuga är en kaprisväxtart som beskrevs av François Gagnepain. Poilanedora unijuga ingår i släktet Poilanedora och familjen kaprisväxter. Inga underarter finns listade i Catalogue of Life.